# Kalbe
Kalbe (pronunciación en alemán: /ˈkalbə/ⓘ) es un municipio situado en el distrito de Altmark-Salzwedel, en el estado federado de Sajonia-Anhalt (Alemania), a una altitud de 30 metros. Su población a finales de 2015 era de unos 7800 habitantes y su densidad poblacional, 30 hab/km².

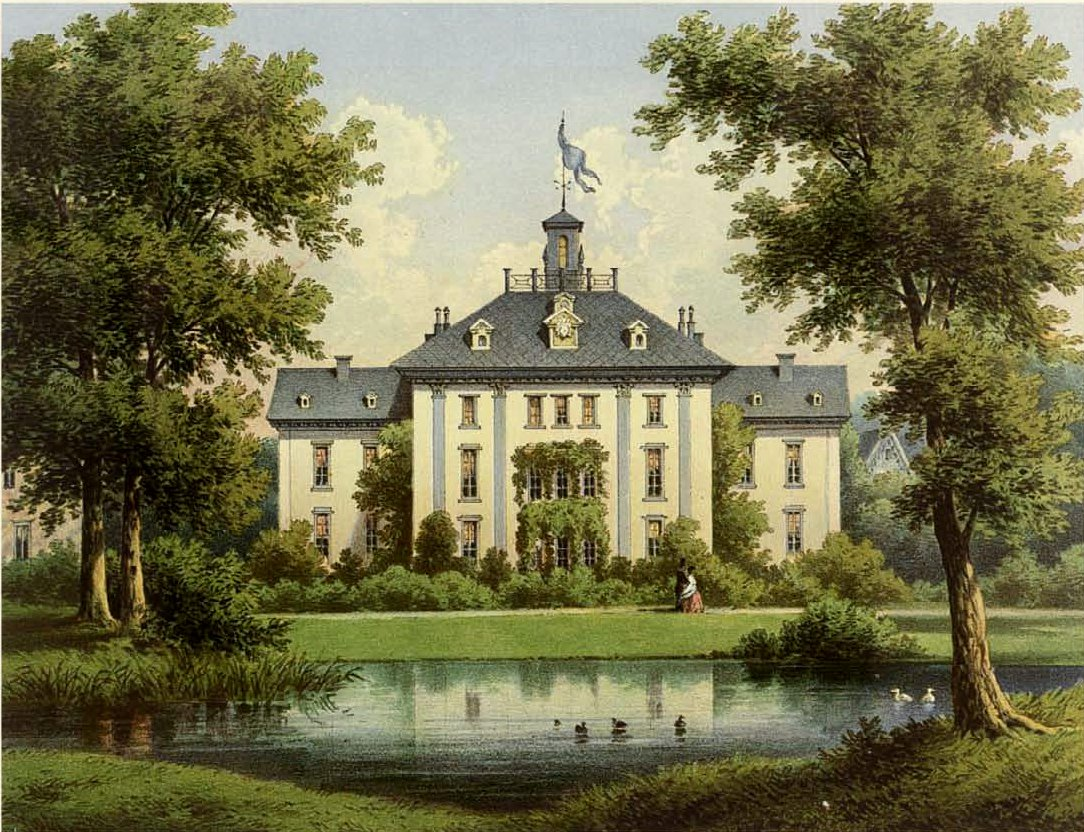
Palacio Kalb, Alexander Duncker.